# Сенді Лістер
Сенді Лістер  (англ. Sandie Lister; 16 серпня 1961) — британська хокеїстка на траві, олімпійська медалістка.

## Виступи на Олімпіадах
| Олімпіада      | Дисципліна     | Місце |
| -------------- | -------------- | ----- |
| Барселона 1992 | хокей на траві | 3     |